# Строение шрифта
В данной статье приведён список основных элементов типографских шрифтов, а также важнейшие характеристики.

## Линии
Через любую строку текста можно провести несколько воображаемых горизонтальных линий:
- Верхний край кегельной площадки — в металлическом наборе является верхней границей литеры. В компьютерных шрифтах верхний край кегельной площадки первой строки является верхним краем блока текста. В некоторых шрифтах, чаще всего декоративных, выносные элементы могут выходить за пределы верхнего края кегельной, однако такие выносные элементы требуют специальных инструкций для сопряжения с элементами верхней строки, во избежание наложений. Расстояние от верхнего до нижнего края кегельной площадки называется кеглем шрифта[1].
- Линия верхних выносных (2) — линия, проходящая через вершины верхних выносных элементов, если они унифицированы по высоте. В некоторых шрифтах может совпадать с линией прописных, но чаще — выше её[2].
- Линия прописных — линия, проходящая по верхней границе прописных букв[3]. Расстояние от базовой линии до линии прописных называется ростом прописных (19).
- Линия строчных — линия, проходящая по верхней границе строчных букв, не имеющих верхних выносных элементов и оптической компенсации[4]. Расстояние от базовой линии до верхней линии строчных называется ростом строчных (1).
- Базовая линия (линия шрифта) (4) — линия, проходящая по нижним границам букв, не имеющих нижних выносных элементов, свисаний и оптической компенсации[5]. Базовая линия одна для прописных и строчных букв.
- Линия нижних выносных — линия, проходящая по нижнему краю нижних выносных элементов, если они унифицированы по высоте[6].
- Нижний край кегельной площадки — нижняя граница литеры.
- Кроме горизонтальных линий, важное значение имеет ось овала — линия, проходящая вдоль наибольшего диаметра овала, либо через наиболее тонкие участки штриха. Ось овала может быть вертикальной или наклонной[7].

## Штрихи
- Основной штрих (штамб) (7) — наиболее толстый вертикальный или наклонный штрих в шрифтах, имеющих контраст[8].
- Соединительный штрих — более тонкий, чем основной, горизонтальный или наклонный штрих[9].

## Выносные элементы
- Верхний выносной элемент (5) — выносной элемент строчной буквы, выступающий вверх за линию строчных;
- Нижний выносной элемент — выносной элемент, свисающий ниже базовой линии.

## Прочие элементы
- Вершина (апекс) (3) — соединение двух наклонных штрихов либо наклонного и вертикального штриха, образующее угол либо имеющее ровную площадку[10];
- Горизонтальный элемент (6) — штрих, расположенный поперёк вертикального штриха. Может быть соединён с ним по краям либо в середине[11];
- Овал — округлый элемент штриха замкнутой формы, например в буквах «О», «Ю». Ось овала может быть прямой или наклонной[12];
- Полуовал (10) — может быть как замкнутым и ограниченным с одной из сторон штрихом (в буквах «Р», «Б»), так и разомкнутым (например, в букве «З»)[13];
- Узел — соединение в одном месте нескольких штрихов[14]
- Перекладина (15) — Горизонтальный штрих примерно (оптически) на середине высоты букв[15];
- Кегельная площадка — в металлическом наборе — площадка на ножке литеры, на которой располагался отпечатываемый знак. В цифровом наборе кегельная площадка — абстрактный прямоугольник, очерченный вокруг знака[16].
- Концевой элемент — окончание штриха, не имеющее засечки[17];
- Нога (9) — Наклонный штрих, заканчивающийся засечкой или концевым элементом;
- Засечка (сериф) (8) — короткий штрих, перпендикулярный основному, расположенный на его конце[18];
- Наплыв (11) — утолщение штрихов в овальных элементах[19];
- Присоединение — штрих, соединяющий части глифа[20]
- Ухо (14) — элемент, характерный для строчной буквы «g» в некоторых начертаниях. Выглядит как небольшой отросток на овале[21];
- Капля — каплевидное окончание штриха[22];
- Петля (13) — нижний элемент строчной буквы «g» в некоторых начертаниях[23]. Как и овал, имеет замкнутую форму, но построен по другому принципу;
- Хвост — элемент глифа, плавный по форме, не заканчивающийся засечкой, и являющийся, как правило, выносным[24].

## Пустое пространство
- Заплечики — пространство над и под очком литеры[25];
- Внутрибуквенный просвет — внутренняя часть знака, ограниченная со всех, или почти со всех сторон другими элементами знака[26].
- Ловушка — пустая впадина на вершине острого внутреннего угла. Изначально оно было призвано компенсировать огромное растискивание, сейчас — также выровнять оптическую плотность, особенно на низких DPI.

## Характеристики шрифта
- Рост строчных — высота от базовой линии до линии строчных[27];
- Рост прописных — высота от базовой линии до линии прописных[28];
- Рост шрифта — расстояние от основания литеры до печатающей поверхности. Имеет смысл только по отношению к шрифтам металлического набора, где эта величина стандартизирована и всегда равна 25,1012 мм[29];
- Очко шрифта  — понятие, характеризующее рост строчных букв относительно размера литеры. Обычно не имеет величины, употребляются понятия «крупное очко» и «мелкое очко»[30].
- Контраст — характеристика различия толщин основных и соединительных штрихов шрифта[31];
- Насыщенность — понятие, характеризующее отношение толщины основного штриха к кеглю шрифта[32]
- Апертура — понятие, характеризующее угол среза концов полуовала в буквах, подобных «с»[33].